# Obergrunewald
Obergrunewald ist eine Ortschaft von Radevormwald im Oberbergischen Kreis im nordrhein-westfälischen Regierungsbezirk Köln in Deutschland.

## Lage und Beschreibung

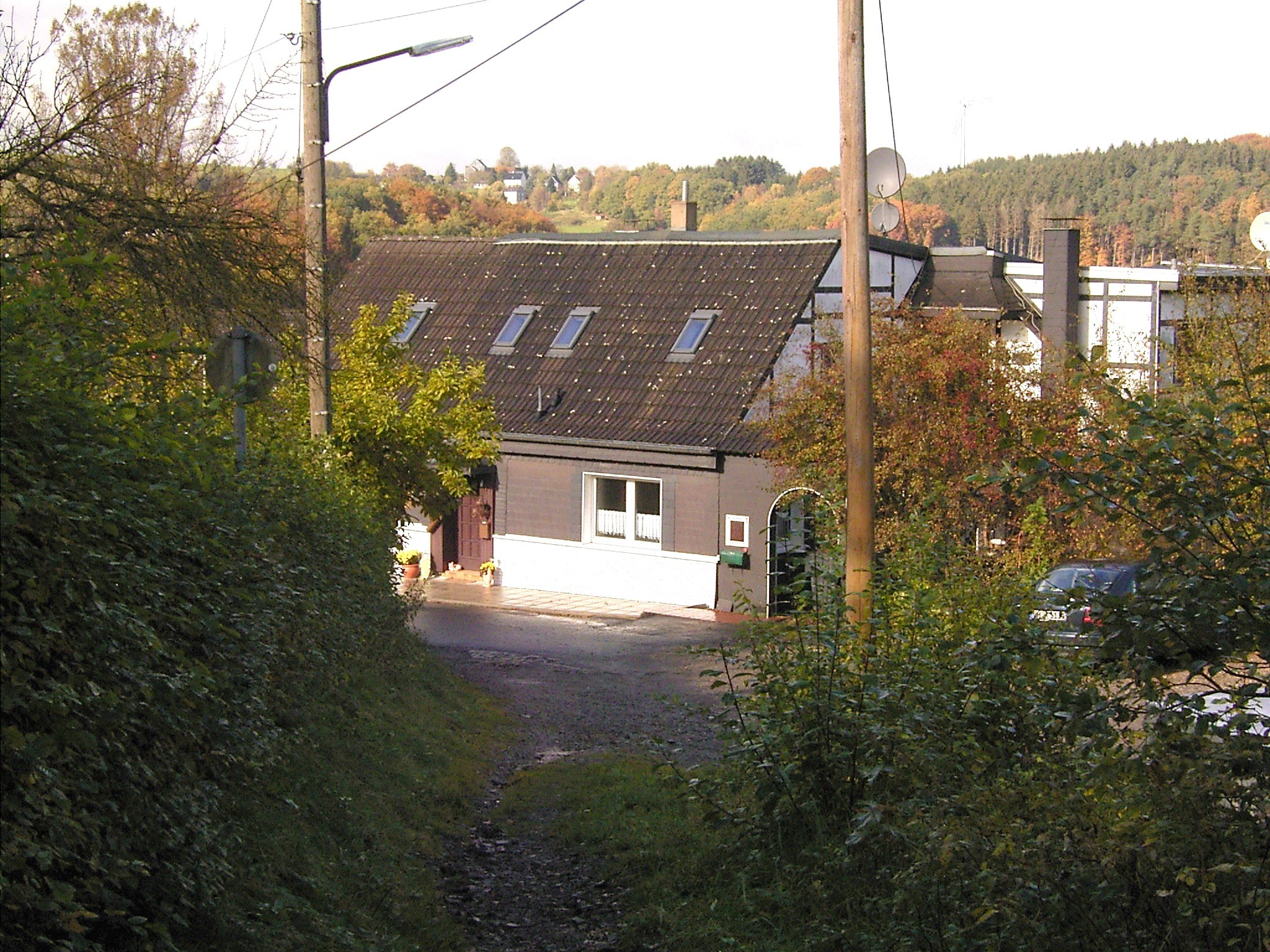
Haus in Obergrunewald

Obergrunewald liegt nordwestlich von Radevormwald an der Landesstraße 414 im Tal der Wupper. Die Nachbarorte sind Herkingrade, Keilbeck, Dahlerau und Grunewald. Im Ort finden sich Sportanlagen des Dahlerauer Turnverein 1889 e. V., unter anderem mit vier Außenplätzen für den Tennissport.
Politisch wird der Ort durch den Direktkandidaten des Wahlbezirks 150 im Rat der Stadt Radevormwald vertreten.

## Geschichte
In der historischen topografischen Karte (Preußische Neuaufnahme) von 1892 bis 1894 ist der Ort „Obergrunewald“ eingezeichnet. Schon 1932 gab es laut den historischen Karten auf der Fläche des  Sportgeländes einen Platz. 1952 stellt sich die Platzfläche erweitert dar und wird nun mit Sportplatz benannt.

## Wander- und Radwege
Durch den Ort verläuft der Wald-Wasser-Wolle-Wander-Weg.